# Symmachus ben Joseph
Symmachus ben Joseph (o Simmaco o Summakhos; in ebraico סוּמָכוֹס בן יוסף‎? , da leggersi come Sumchus ben Yosef, o in breve סוּמָכוֹס, letto come Sumchus) (Galilea, II secolo – Akbara, ...) era un rinomato saggio ebreo, rabbino Tanna della 5ª generazione (170 - 200 e.v.),, discepolo di Rabbi Meir, quest'ultimo considerato il suo "insegnante par excellence", cioè il maestro dal quale ricevette quasi tutto il suo sapere.

## Biografia
Symmachus cita molti dei detti di Rabbi Meir, tra cui:
(Talmud, Trattato Bava Kamma, 46a)
Symmachus venne considerato un Talmid Chacham, un saggio studioso della Torah e di lui fu detto:
(Talmud, Trattato Eruvin, 13b)
Dopo che il suo maestro Meir morì e nonostante la riluttanza di Rabbi Judah bar Ilai di insegnare ai discepoli di Rabbi Meir, che erano considerati studenti alquanto "critici" e severi, Symmachus riuscì ad essere ammesso nella classe di Rabbi Judah e discusse con lui diverse problematiche dell'Halakhah.